# Mark Parkinson
Mark Vincent Parkinson (* 24. června 1957) je americký podnikatel a bývalý politik. V letech 2009–2011 byl guvernérem státu Kansas. Do politiky vstoupil v roce 1990 jako republikán, v roce 2006 však přešel k demokratům. Po skončení svého mandátu guvernéra se vrátil k byznysu.